# Mònica Terribas i Sala
Mònica Terribas i Sala, née à Barcelone le 16 janvier 1968, est une journaliste catalane, professeure titulaire de l'Université Pompeu Fabra. De 2008 à 2012 elle est directrice de la Televisió de Catalunya et l'année suivante, conseillère déléguée et éditrice du quotidien Ara. Depuis le 2 septembre 2013 elle dirige l'émission El matí de Catalunya Ràdio,.

## Biographie
Licenciée en journalisme par l'Université Autonome de Barcelone en 1991, elle passe son Doctorat en Philosophie à l'université de Stirling (Écosse) en 1997, où elle étudie de 1990 à 1994 grâce à une bourse du British Council et de la fondation La Caixa,.
Après une saison en tant que rédactrice aux services des informations de la chaîne de radio Cadena 13, en 1988 elle commence à travailler à la télévision avec l'équipe de Joaquim Maria Puyal. Elle participe depuis à plusieurs programmes de la Télévision de Catalogne (coordination, scénariste ou direction) à : La vida en un xip (1989 – 1991), Tres pics i repicó, Un tomb per la vida (1993 – 1994), Persones humanes (1994 – 1996), Som i Serem (1995 – 1996), Pavisa'ns quan arribi el 2000 et Temps era temps. Elle dirige et présente le débat Les dues cares (2002).
De 2002 à 2008 elle dirige le programme d'analyse informative de la télévision de Catalogne La nit al dia. En mai 2008 elle est nommée directrice de la Télévision de Catalogne en remplacement de Francesc Escribano, responsabilité qui l'occupe jusqu'en avril 2012, moment où Eugeni Sallent prend la relève. En août elle est engagée au quotidien Ara comme conseillère déléguée et éditrice. En juillet 2013 elle abandonne son poste de conseillère déléguée, mais elle continue comme éditrice.

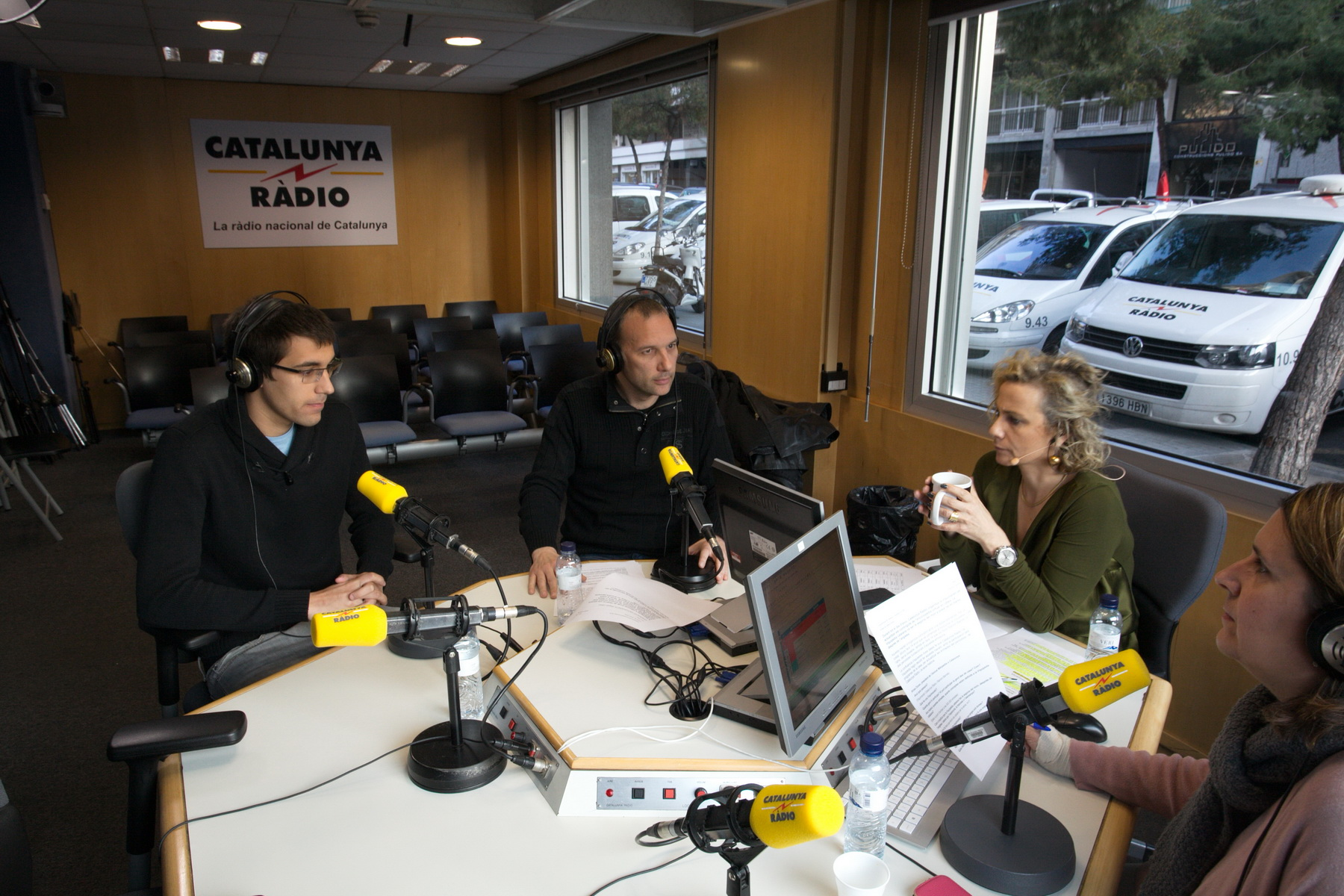
Mònica Terribas (deuxième de la droite), au matin de Catalogne Radio, le 2015

Le 2 septembre 2013 elle commence une nouvelle étape comme directrice du programme Le matin de Catalogne Radio, en remplaçant Manel Fuentes. En 2014 elle présente avec Quim Masferrer le Marathon de TV3 contre les maladies du cœur.
Terribas est professeure titulaire du département de journalisme et communication audiovisuelle de l'université Pompeu Fabra, où elle dispense un cours au département de théorie de la communication. De 2000 à 2004 elle est vice-doyenne des études de journalisme de la même université. Elle est membre de la Junte d'études de journalisme de l'université Pompeu Fabra et des 2001 membre de la Junte du collège de journalistes de Catalogne.

## Distinctions
- prix Serrat et Bonastre de la télévision du collège d'ingénieurs industriels de Catalogne (2002)
- prix national de journalisme (2003)
- une distinction du Prix Ciutat de Tarragone de communication (2003)
- prix de l'Association espagnole de professionnelles de radio et télévision (2003)
- prix zapping du meilleur programme informatif et le prix zapping de la meilleure présentatrice d'informations (2004)
- prix de communication de l'université Ramon Llull (2004)
- prix 1924 de Communication Audiovisuelle, accordé par l'association de la radio de Catalogne (2004)
- prix Òmnium Culturel du meilleur programme de télévision (2005)
- prix Ciutat de Barcelone de la télévision (2006)
- prix Quim Regàs de journalisme (2009) et le Mémorial Francesc Macià (2012).